# Trương Tấn Sang
Trương Tấn Sang (sinh ngày 21 tháng 1 năm 1949) là một chính khách, nhà báo người Việt Nam. Ông từng là Chủ tịch nước thứ 7 của nước Cộng hòa xã hội chủ nghĩa Việt Nam từ năm 2011 cho đến năm 2016, là Ủy viên Bộ Chính trị Ban Chấp hành Trung ương Đảng Cộng sản Việt Nam của các khóa VIII, IX, X, XI), ông là người đầu tiên giữ chức Trưởng Ban Chỉ đạo Cải cách Tư pháp Trung ương trong suốt nhiệm kỳ Chủ tịch nước, trước đó ông là Thường trực Ban Bí thư Trung ương Đảng, Trưởng ban Ban Kinh tế Trung ương từ năm 2001 đến năm 2006, Bí thư Thành ủy Thành phố Hồ Chí Minh từ năm 1996 đến năm 2001 và Chủ tịch Ủy ban nhân dân Thành phố Hồ Chí Minh từ năm 1991 đến năm 1996. Ông là Đại biểu Quốc hội Việt Nam từ khoá IX đến khóa XIII.

## Xuất thân và giáo dục

### Xuất thân
Trương Tấn Sang (còn được gọi là Tư Sang), sinh vào ngày 21 tháng 1 năm 1949 tại xã Mỹ Hạnh Nam, huyện Đức Hòa, tỉnh Long An, có tổ tiên là người Hòa Lạc, Đức Thọ, Hà Tĩnh. Ông là đời thứ 6. 

### Giáo dục
Trình độ chuyên môn: Cử nhân ngành Luật của Trường Đại học Luật Thành phố Hồ Chí Minh; thạc sĩ chuyên ngành Quản lý Hành chính công của Học viện Hành chính Quốc Gia (Việt Nam). Trong quá trình hoạt động Đảng và Nhà nước, ông theo học các khóa tại Học viện Chính trị Quốc gia Hồ Chí Minh và nhận bằng Cao cấp Lý luận chính trị.

## Sự nghiệp
- Vào Đảng Nhân dân Cách mạng Việt Nam ngày 20 tháng 12 năm 1969; Chính thức ngày 20 tháng 12 năm 1970.
- Từ năm 1966-1969: Công tác phong trào thanh niên, học sinh sinh viên P.K 2. Từ năm 1969-1971, Đảng ủy viên, Bí thư Đoàn thanh niên, phụ trách đội du kích bí mật thị trấn Đức Hòa, Long An. Năm 1971, bị chính quyền Sài Gòn giam ở nhà tù Phú Quốc. Năm 1973, được trao trả theo Hiệp định Paris.
- Từ năm 1973-1975, công tác tại Ban T73 thuộc Ủy ban Thống nhất Trung ương.

### Hoạt động tại Thành phố Hồ Chí Minh
- Năm 1975-1979, công tác ở Liên hiệp công đoàn Gia Định, rồi Ban khai hoang xây dựng kinh tế mới Thành phố Hồ Chí Minh, Phó Ban khai hoang.
- Năm 1979-1983, Giám đốc Nông trường Phạm Văn Hai, Thành phố Hồ Chí Minh, Thành Ủy viên dự khuyết.
- Năm 1983-1986, Thành Ủy viên, Giám đốc Sở Lâm nghiệp Thành phố Hồ Chí Minh.
- Năm 1986-1988, Thường vụ Thành ủy Thành phố Hồ Chí Minh, Bí thư huyện ủy Bình Chánh.
- Năm 1988-1990, học lớp 2 năm Học viện Nguyễn Ái Quốc.
- Tháng 6-1991, tại Đại hội Đại biểu toàn quốc lần thứ VII của Đảng, được bầu là Ủy viên Ban Chấp hành Trung ương Đảng, Ủy viên Thường vụ Thành ủy, Giám đốc Sở Nông nghiệp Thành phố Hồ Chí Minh.
- Năm 1992, giữ chức Quyền Chủ tịch, rồi Chủ tịch Ủy ban nhân dân Thành phố Hồ Chí Minh.
- Tháng 7-1996, tại Đại hội Đại biểu toàn quốc lần thứ VIII của Đảng, được bầu là Ủy viên Ban Chấp hành Trung ương Đảng, được Trung ương bầu vào Bộ Chính trị, giữ chức Bí thư Thành ủy Thành phố Hồ Chí Minh.

### Tham gia công tác Trung ương
- Từ 1-2000, được Bộ Chính trị phân công làm Trưởng ban Kinh tế Trung ương.
- Tháng 4-2001, tại Đại hội Đại biểu toàn quốc lần thứ IX của Đảng, được bầu là Uỷ viên Ban Chấp hành Trung ương Đảng, được Trung ương bầu vào Bộ Chính trị, phân công Trưởng ban Kinh tế Trung ương.
- Tháng 1-2003, tại Hội nghị Trung ương 7 khóa IX, ông bị Ban Chấp hành Trung ương Đảng Cộng sản Việt Nam kỉ luật khiển trách vì trong thời kỳ làm bí thư Thành ủy Thành phố Hồ Chí Minh (khóa VI, từ 1996-2000), ông chưa "làm tròn trách nhiệm trong việc chỉ đạo điều tra, ngăn chặn những hoạt động tội phạm của Trương Văn Cam cùng đồng bọn và có những khuyết điểm trong công tác cán bộ."[4]
- Tháng 4-2006, tại Đại hội Đại biểu toàn quốc lần thứ X của Đảng, được bầu là Uỷ viên Ban Chấp hành Trung ương Đảng, được Trung ương bầu vào Bộ Chính tri, Ban Bí thư Trung ương.
- Tháng 5-2006: Giữ chức Thường trực Ban Bí thư Ban Chấp hành Trung ương Đảng Cộng sản Việt Nam, sau người tiền nhiệm Phan Diễn.
- Đại biểu Quốc hội khoá IX,[5] X,[6] XI,[7] XIII.[8]
- Tại Đại hội XI, tái đắc cử vào Ban Chấp hành Trung ương và là Ủy viên Bộ Chính trị.

## Kỷ luật
Tại hội nghị Trung ương 7 khóa IX ngày 7 đến 9/11/2002, Ban Chấp hành Trung ương đã xem xét và biểu quyết thi hành kỷ luật ông Trương Tấn Sang, ủy viên Bộ Chính trị, Trưởng ban Kinh tế Trung ương bằng hình thức khiển trách vì trong thời kỳ làm Bí thư Thành ủy TP HCM (khóa VI) chưa làm tròn trách nhiệm trong việc chỉ đạo điều tra, ngăn chặn những hoạt động tội phạm của Trương Văn Cam (Năm Cam) cùng đồng bọn và có những khuyết điểm trong công tác cán bộ.

## Chủ tịch nước (2011–2016)

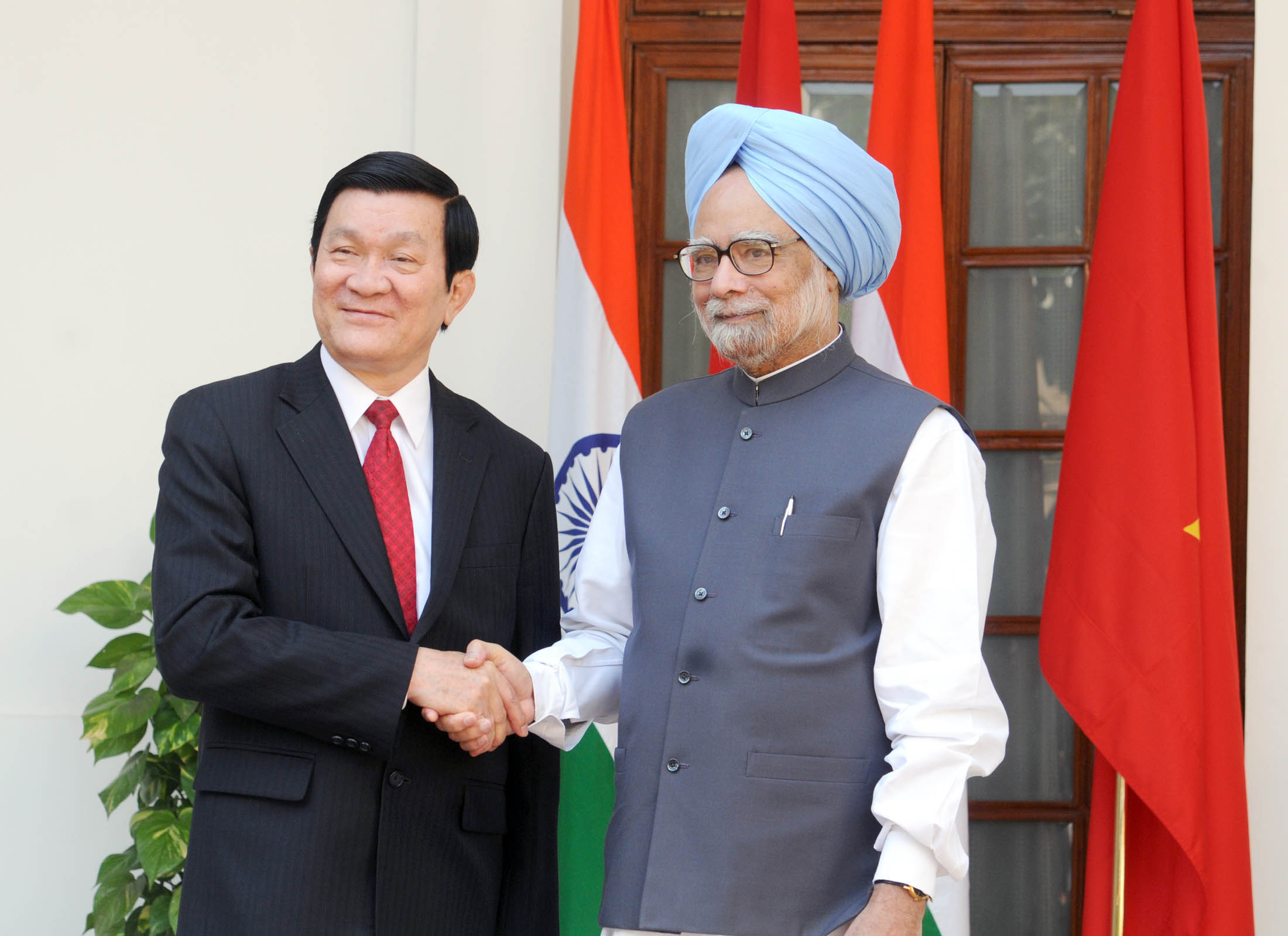
Chủ tịch nước Trương Tấn Sang gặp Thủ tướng Ấn Độ Dr. Manmohan Singh trong chuyến thăm đến Ấn Độ năm 2011

Ngày 25 tháng 7 năm 2011, ông đắc cử làm Chủ tịch nước CHXHCN Việt Nam với 97,4% phiếu bầu tín nhiệm, đồng thời ông cũng là chủ tịch nước CHXHCN Việt Nam đầu tiên sinh sau độc lập. Cùng ngày, ông cũng là Chủ tịch Hội đồng quốc phòng và an ninh Việt Nam. Ngày 19 tháng 9 năm 2011 ông kiêm nhiệm chức Trưởng ban Ban Chỉ đạo Cải cách Tư pháp Trung ương.

### Vụ án Hồ Duy Hải
Ngày 17 tháng 5 năm 2012, ông đã ban hành nghị quyết số 639/QĐ-CTN bác đơn xin ân giảm hình phạt tử hình đối với Hồ Duy Hải. Nhưng đến ngày 4 tháng 12 năm 2014, trước nhiều lời đề nghị xin tạm hoãn thi hành án tử hình Hồ Duy Hải từ nhiều người và trước đó ông đã có cuộc nói chuyện với luật sư Trần Văn Tạo (nguyên phó giám đốc công an TP HCM) và đơn ông Tạo đề nghị xem xét lại vụ án Hồ Duy Hải vào ngày 3 tháng 12, Văn phòng Chủ tịch nước ra công văn số 1639/TB-VPCP thông báo ý kiến Chủ tịch nước Trương Tấn Sang yêu cầu Tòa án nhân dân tối cao, Viện kiểm sát nhân dân tối cao và các cơ quan tố tụng tỉnh Long An tạm dừng thi hành án tử hình Hồ Duy Hải sau khi nhận được đơn kêu oan của mẹ Hồ Duy Hải. Việc tạm hoãn thi hành án tử với Hồ Duy Hải là chưa từng có tiền lệ trong lịch sử Tòa án nhân dân tối cao. 

### Điểm tín nhiệm và quan điểm về Biển Đông
Ngày 10 tháng 6 năm 2013, trong cuộc bỏ phiếu tín nhiệm của Quốc hội Việt Nam, ông đạt 330 phiếu tín nhiệm cao, 133 phiếu tín nhiệm, và 28 phiếu tín nhiệm thấp. Ngày 15 tháng 11 năm 2014, theo kết quả mà Quốc hội công bố ông Sang nhận được 380 phiếu tín nhiệm cao, 84 phiếu tín nhiệm và 20 phiếu tín nhiệm thấp.

Trương Tấn Sang tại Trung tâm nghiên cứu chiến lược và quốc tế Hoa Kỳ (CSIS)

 Ngày 26 tháng 7 (giờ Việt Nam) năm 2013, khi phát biểu tại Trung tâm nghiên cứu chiến lược và quốc tế Hoa Kỳ (CSIS) ở Washington, D.C., ông bày tỏ việc phản đối "đường chín đoạn" trên Biển Đông do chính quyền Trung Quốc đưa ra, và cho rằng "đường chín đoạn" này được xác lập không có cơ sở và căn cứ của bất cứ loại luật pháp quốc tế nào.

### Sửa đổi Hiến pháp năm 2013
Ngày 27 tháng 3 năm 2013 tại Hà Nội, đã có cuộc họp góp ý vào các nội dung của Dự thảo sửa đổi Hiến pháp năm 1992 cho việc sửa đổi Hiến pháp năm 2013.
Ông Trương Tấn Sang hoan nghênh sự có mặt của đại diện nhân sĩ, trí thức, luật gia, người tiêu biểu các dân tộc thiểu số, chức sắc tôn giáo tại hội nghị có ý nghĩa quan trọng, ông đánh giá cao những ý kiến đóng góp tâm huyết, cô đọng, sâu sắc, góp phần thực hiện thành công Chỉ thị của Bộ Chính trị, Nghị quyết của Quốc hội về việc lấy ý kiến nhân dân về dự thảo sửa đổi Hiến pháp năm 1992.
Ông Sang cho rằng việc lấy ý kiến góp ý vào dự thảo sửa đổi Hiến pháp 1992 sẽ tiếp tục thực hiện đến tháng 9.
Ngày 8 tháng 12 năm 2013, tại Phủ Chủ tịch ông Trương Tấn Sang đã ký Lệnh công bố Hiến pháp nước Cộng hòa xã hội chủ nghĩa Việt Nam và Nghị quyết quy định một số điểm thi hành Hiến pháp nước Cộng hòa xã hội chủ nghĩa Việt Nam.

### Phản ứng trước sự kiện Hải Dương 981

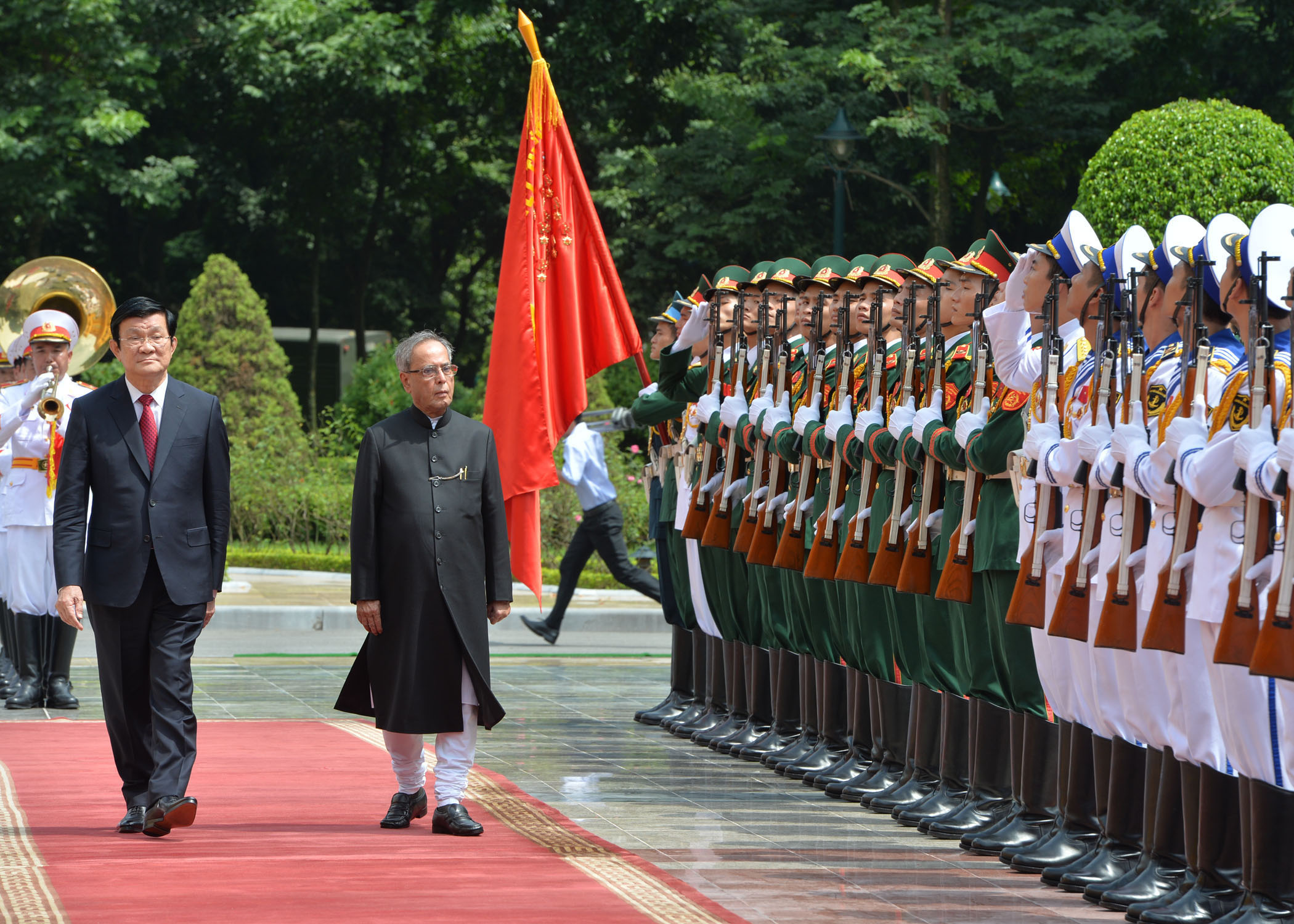
Ông Trương Tấn Sang tiếp Tổng thống Ấn Độ ông Pranab Mukherjee, năm 2014

Ngày 2 tháng 5 năm 2014, giàn khoan Hải Dương 981 được Trung Quốc đưa vào khu vực gần quần đảo Hoàng Sa bằng một đội tàu hải quân đã gây nên làn sóng phản đối mạnh mẽ tại Việt Nam. Trong cuộc phỏng vấn bởi phóng viên TTXVN, ông đã nhắc lại câu nói của vua Lê Thánh Tông.
" Một thước núi, một tấc sông của ta, lẽ nào lại nên vứt bỏ? Ngươi phải kiên quyết tranh biện, chớ cho họ lấn dần. Nếu họ không nghe, còn có thể sai sứ sang phương Bắc trình bày rõ điều ngay lẽ gian. Nếu ngươi dám đem một thước núi, một tấc đất của Thái tổ làm mồi cho giặc, thì tội phải tru di!".

Ông cũng nhận xét về lòng yêu nước của nhân dân và trân trọng tinh thần cao cả đó của người dân.
Vào ngày 16 tháng 5 năm 2014, ông đã có buổi tiếp xúc cử tri tại quận 1, TP. Hồ Chí Minh. Ông đã kêu gọi mọi người ngoài việc đồng lòng, chung sức phản đối các hành động xâm phạm, kiên quyết bảo vệ chủ quyền, thì cũng cần phải đoàn kết, ra sức lao động, sản xuất để xây dựng đất nước ngày càng giàu đẹp, có tiềm lực kinh tế ngày một lớn mạnh đồng thời nhấn mạnh về việc biểu tình phản đối là những hành vi sai trái phải chấm dứt ngay, cần lên án và xử lý nghiêm theo pháp luật vì ảnh hưởng đến kinh tế quốc gia.

### Đối ngoại

#### Dự hội nghị APEC
Hội nghị APEC 19 được tổ chức tại Hoa Kỳ, vào ngày 10 tháng 11 năm 2011 (ngày 11 tháng 11, theo giờ Việt Nam) ông đã hạ cánh xuống bang Hawaii. Ông đã được thống đốc bang và ngoại trưởng Hoa Kỳ đón tiếp. Ngày 6 tháng 9 năm 2012, ông đã đến Vladivostok, Nga để dự hội nghị APEC 20.

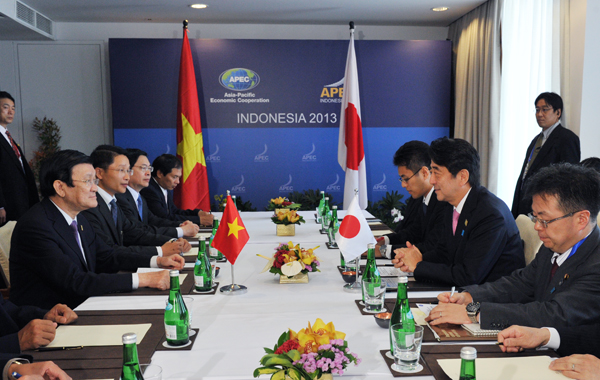
Ông Trương Tấn Sang và ông Abe Shinzō tại hội nghị APEC 21

 Ngày 9/11, đoàn đại biểu cấp cao Việt Nam do ông dẫn đầu lên đường đến Bắc Kinh (Trung Quốc) để tham dự Hội nghị các nhà lãnh đạo diễn đàn hợp tác kinh tế Châu Á - Thái Bình Dương lần thứ 22 (APEC 22).

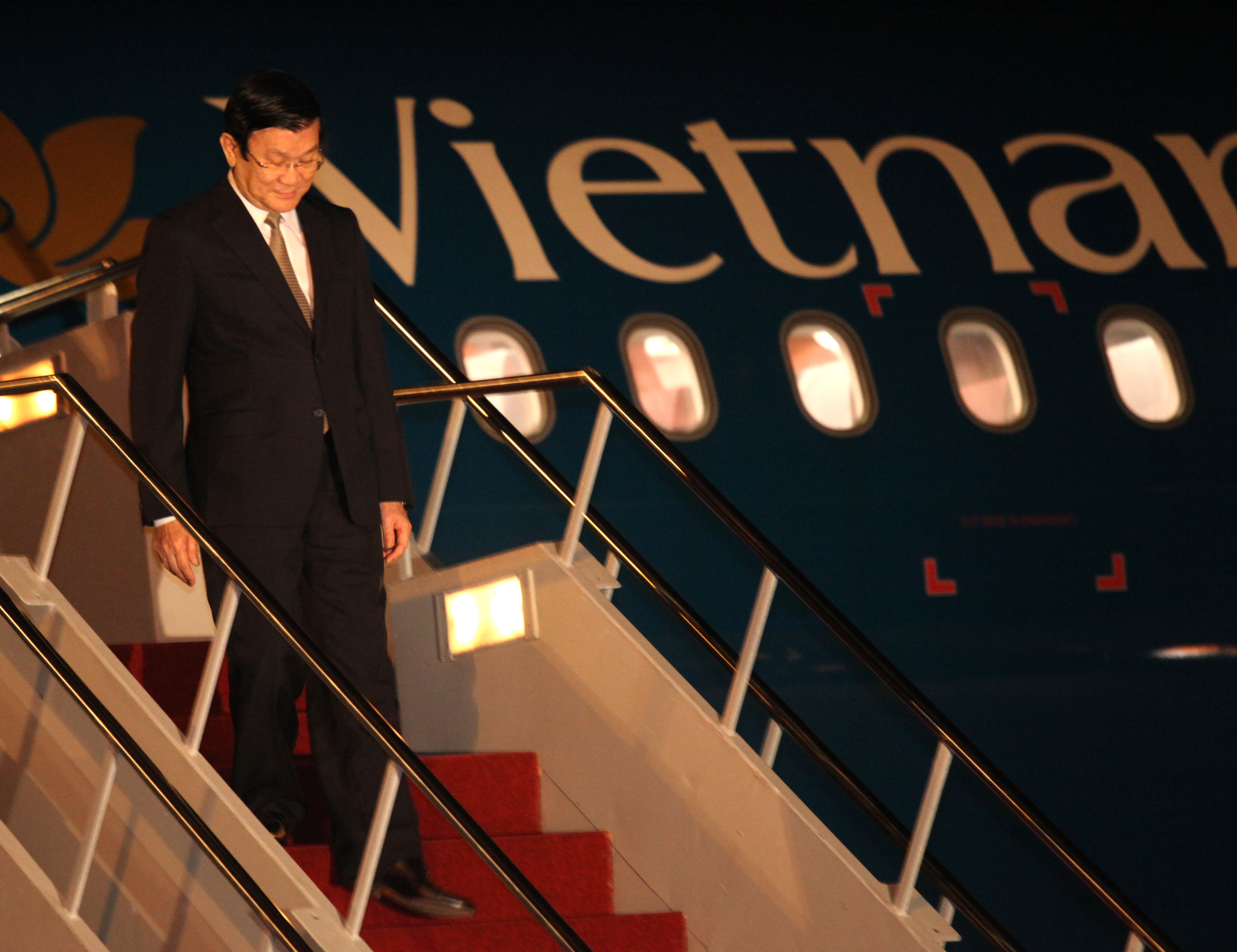
Chủ tịch nước Trương Tấn Sang hạ cánh tại sân bay Indonesia để dự APEC 21, năm 2013

Tại hội nghị lần này ông đã có nhiều cuộc gặp với các nhà lãnh đạo trên thế giới. Ông tham dự với tư cách khách mời đặc biệt tại phiên họp của hội nghị về chủ đề "Tăng cường kết nối khu vực. Ông Sang cũng đề nghị các doanh nghiệp tăng cường hỗ trợ các thành viên ASEAN trong triển khai Kế hoạch tổng thể về kết nối ASEAN, các dự án tiểu vùng về cơ sở hạ tầng, thu hẹp khoảng cách phát triển của ASEAN lục địa và tiểu vùng Mekong.
Ngày 12 tháng 11 năm 2015, ông được tổng thống Cộng hòa Philippines mời đến dự APEC 23.

#### Trung Quốc
Tại hội nghị APEC thứ 22, Ông Trương Tấn Sang khẳng định chính sách nhất quán của Đảng, Nhà nước và nhân dân Việt Nam luôn quý trọng và mong muốn cùng Đảng, Nhà nước và nhân dân Trung Quốc củng cố tình hữu nghị truyền thống và thúc đẩy hợp tác cùng có lợi giữa hai nước ngày càng phát triển. Vấn dề Biển Đông ông muốn hai bên cần thông qua đàm phán, trao đổi chân thành trên cơ sở nhận thức chung và những thỏa thuận của Lãnh đạo Cấp cao hai Đảng, hai nước. Trong quá trình đó, hai bên cần duy trì hòa bình, ổn định, an ninh, an toàn và tự do hàng hải, hàng không, kiểm soát tốt bất đồng, không để nảy sinh vấn đề mới ảnh hưởng quan hệ hai nước.

#### Hoa Kỳ

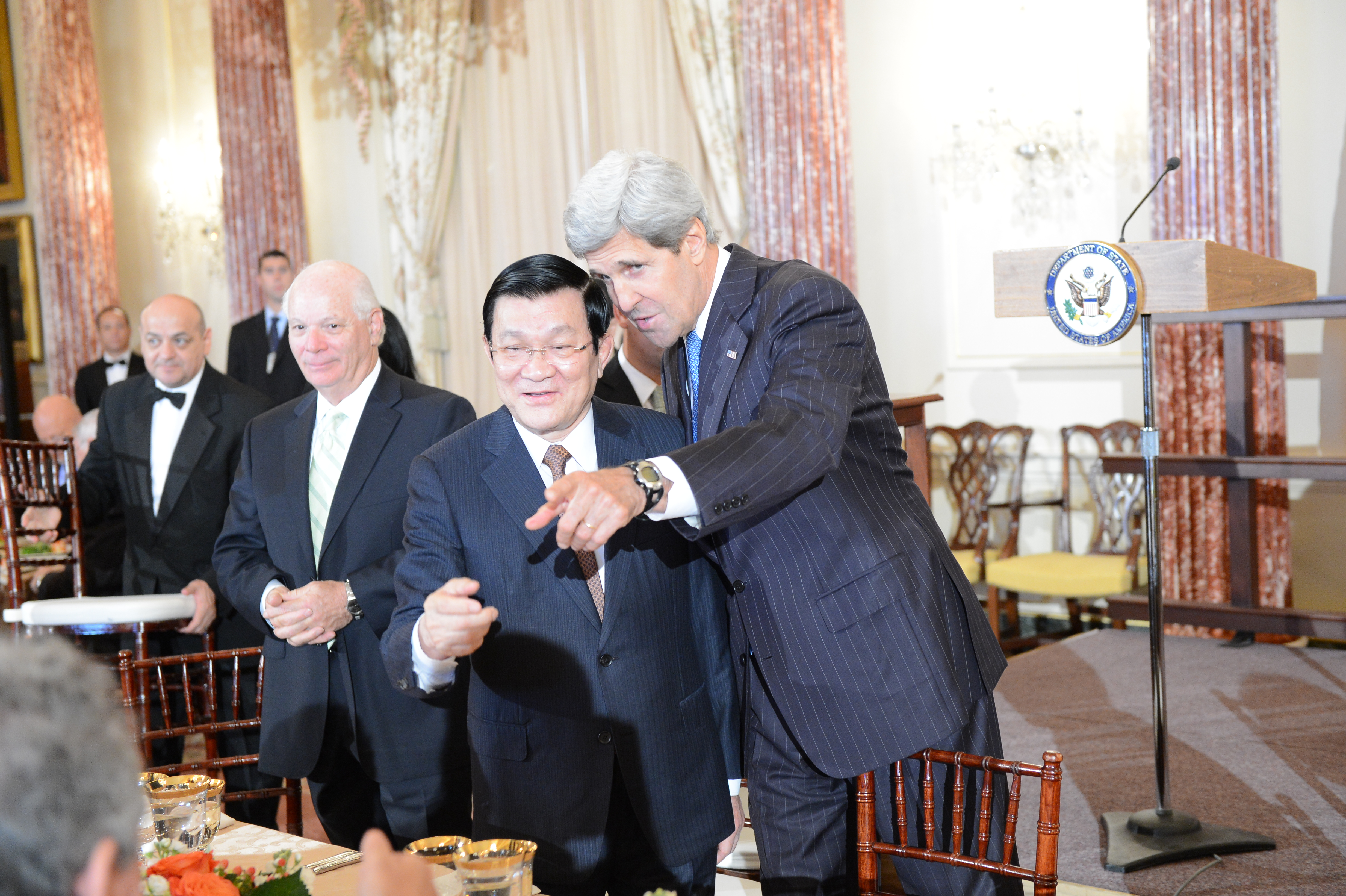
Ngoại trưởng Hoa Kỳ Kerry và Chủ tịch nước Trương Tấn Sang gặp mặt các thành viên Quốc hội Hoa Kỳ tại bữa tiệc

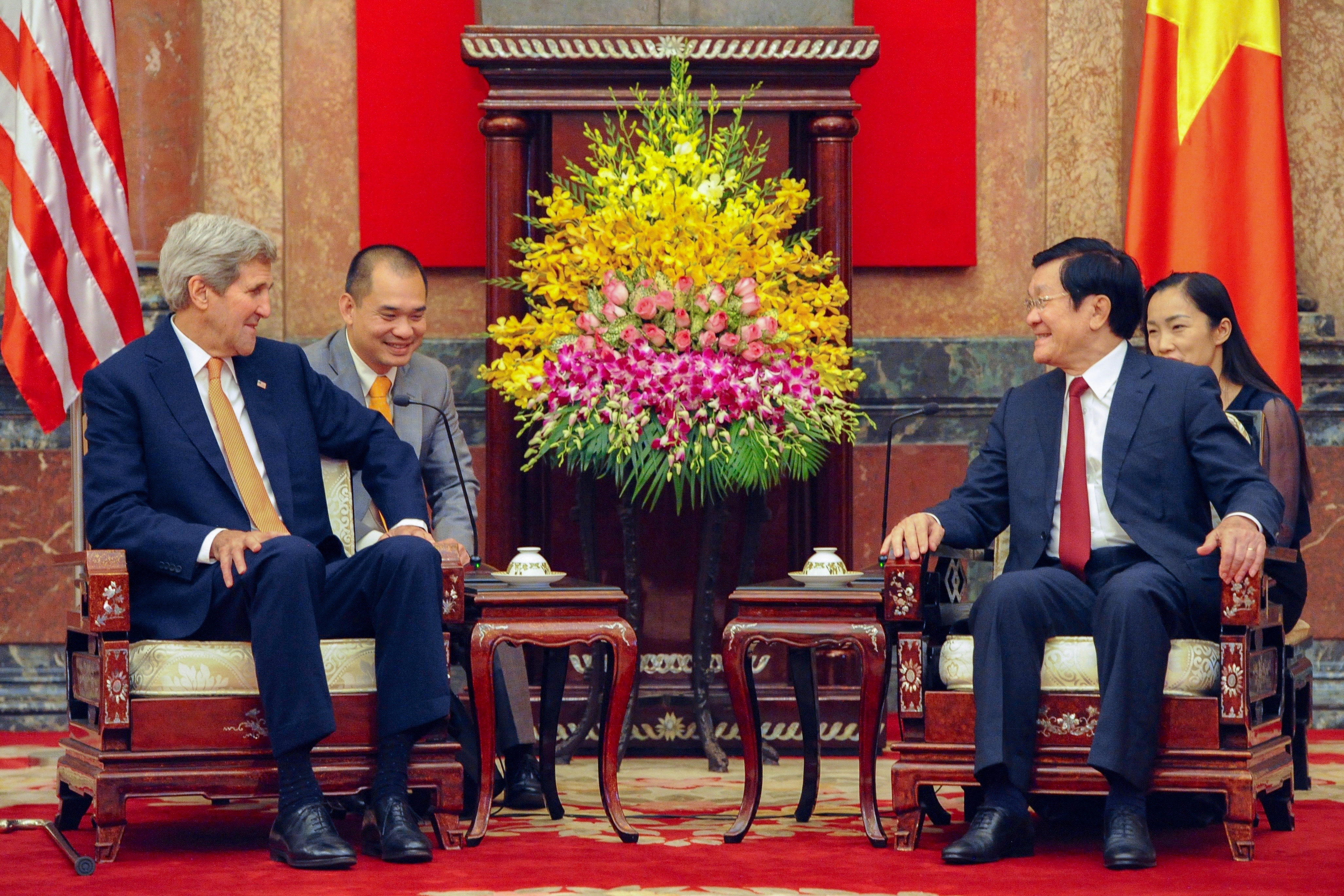
Trương Tấn Sang tiếp ông Kerry tại Phủ Chủ tịch

Tại hội nghị APEC 22, hai bên đã trao đổi về phương hướng triển khai quan hệ Đối tác toàn diện, trong đó có việc phối hợp tổ chức trao đổi đoàn cấp cao và chuẩn bị kỷ niệm 20 năm thiết lập quan hệ ngoại giao Việt Nam - Hoa Kỳ (1995 - 2015). Ông còn mời Tổng thống Obama sớm thăm Việt Nam.
Về Hiệp định Đối tác xuyên Thái Bình Dương (TPP), ông Trương Tấn Sang nhấn mạnh đàm phán TPP đã bước vào giai đoạn then chốt, các nước cần thể hiện quyết tâm chính trị cao và có những linh hoạt cần thiết để có thể kết thúc đàm phán theo đúng lộ trình và bảo đảm TPP là một hiệp định toàn diện, cân bằng, quan tâm thỏa đáng đến lợi ích và thực tiễn phát triển của các thành viên, bày tỏ Việt Nam sẵn sàng phối hợp với Hoa Kỳ và các nước thành viên TPP khác để đạt được mục tiêu này.

#### Nga

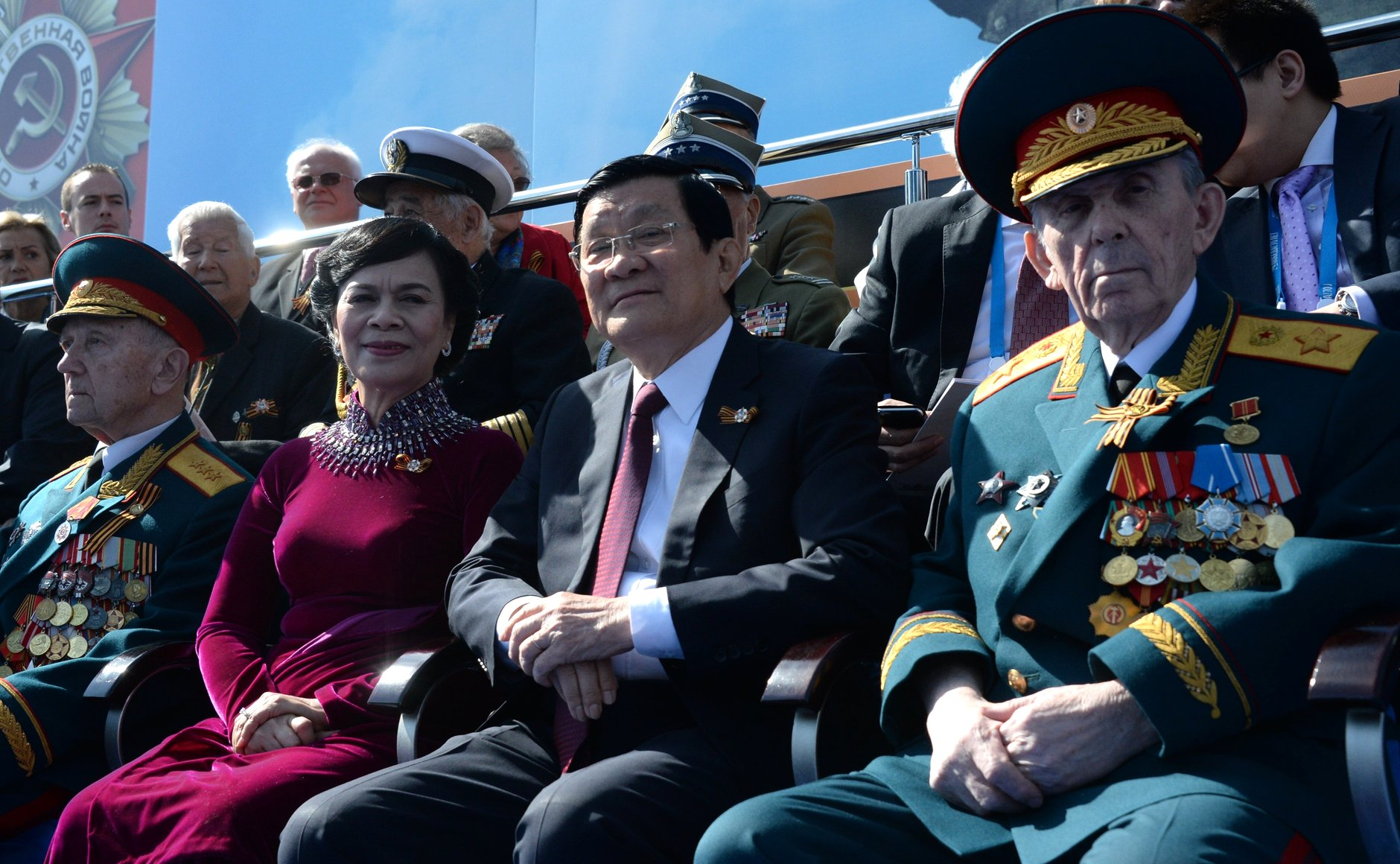
Chủ tịch nước Trương Tấn Sang và phu nhân dự lễ kỷ niệm 70 năm Chiến thắng phát xít ở Moscow, ngày 7 tháng 5 năm 2015

Nhân dịp kỷ niệm Ngày chiến thắng phát xít, tổng thống Nga Putin đã mời ông và Phu nhân Chủ tịch Mai Thị Hạnh đến dự. Ông còn gặp Chủ tịch Đảng Cộng sản Liên bang Nga. Chủ tịch nước Trương Tấn Sang khẳng định, trong lĩnh vực kỹ thuật quân sự, Nga hiện là đối tác quan trọng của Việt Nam, hai nước sẽ tiếp tục triển khai hợp tác sâu rộng trong lĩnh vực liên doanh sản xuất, nghiên cứu khoa học, thành lập các trung tâm dịch vụ và bảo hành, Nga tiếp tục đào tạo sỹ quan chỉ huy quân sự cho Việt Nam, nhấn mạnh hợp tác trong lĩnh vực quốc phòng - an ninh giữa Việt Nam - Nga.

### Miễn nhiệm

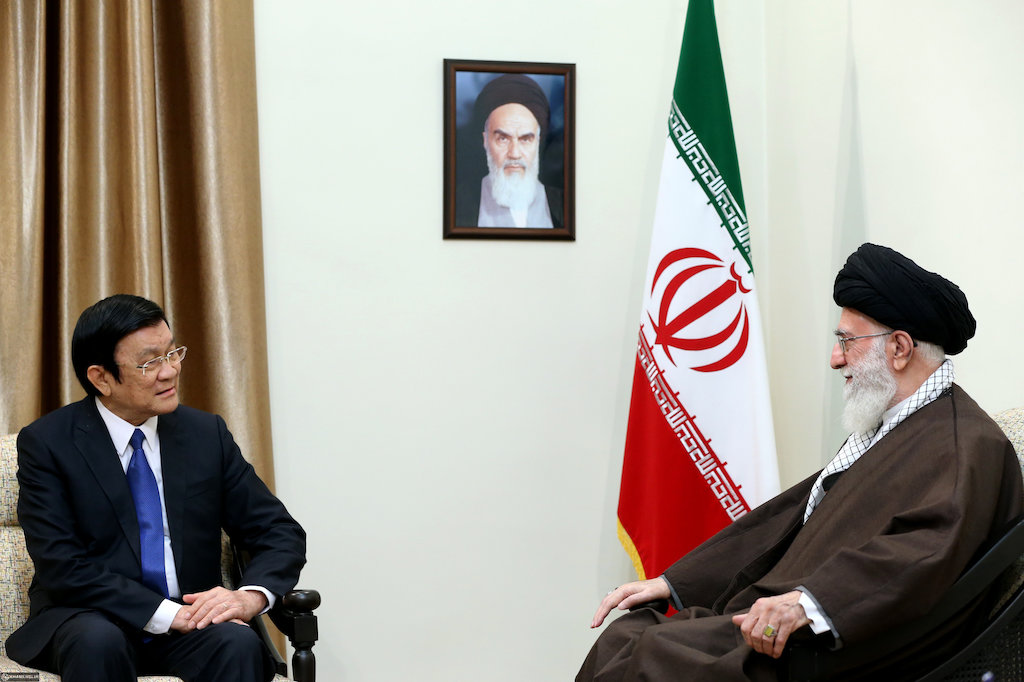
Chủ tịch nước Trương Tấn Sang gặp Lãnh tụ tối cao Iran ông Ali Khamenei tại Iran năm 2016

Tháng 1 năm 2016 tại Đại hội XII của Đảng Cộng sản Việt Nam ông vẫn nhận được đề cử vào BCH Trung ương, mặc dù trước đó ông xin không tái cử. Sau đó Đại hội đã biểu quyết cho phép ông rút khỏi danh sách bầu cử, và là một động thái được cho là chuẩn bị để ông nghỉ hưu theo chế độ.
Ngày 31 tháng 3 năm 2016, Quốc hội chấp thuận miễn nhiệm chức danh Chủ tịch nước CHXHCN Việt Nam với 90,49% số phiếu đồng ý.
Ngày 2 tháng 4 năm 2016, ông thôi giữ chức Chủ tịch nước, bàn giao chức vụ dành cho Trần Đại Quang và nghỉ hưu theo chế độ.

## Nghỉ hưu

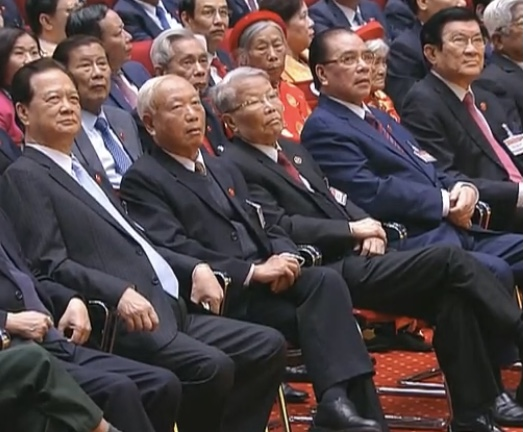
Ông Trương Tấn Sang (phải ngoài cùng) dự lễ bế mạc Đại hội XIII Đảng Cộng sản Việt Nam bên cạnh là cựu Tổng bí thư Nông Đức Mạnh

Sau khi nghỉ hưu, ông Trương Tấn Sang vẫn tích cực đi thăm chính quyền địa phương các nơi, các doanh nghiệp và viết báo. Ngày 17 tháng 2 năm 2020, ông có bài viết "Thành tựu và những bài học kinh nghiệm trước Đại hội Đảng XIII" đăng trên báo Thanh niên điện tử.
Ngày 18 tháng 4 năm 2019, nguyên Chủ tịch nước Trương Tấn Sang thăm tỉnh An Giang và quyết định hỗ trợ cho thị xã Tân Châu, tỉnh An Giang 15 tỉ đồng để xây mới 10 cây cầu.
Chiều ngày 17 tháng 12 năm 2019, bà Mai Thị Hạnh, phu nhân ông Sang, tặng người dân huyện Long Mỹ, tỉnh Hậu Giang 200 giếng nước khoan.

## Gia đình

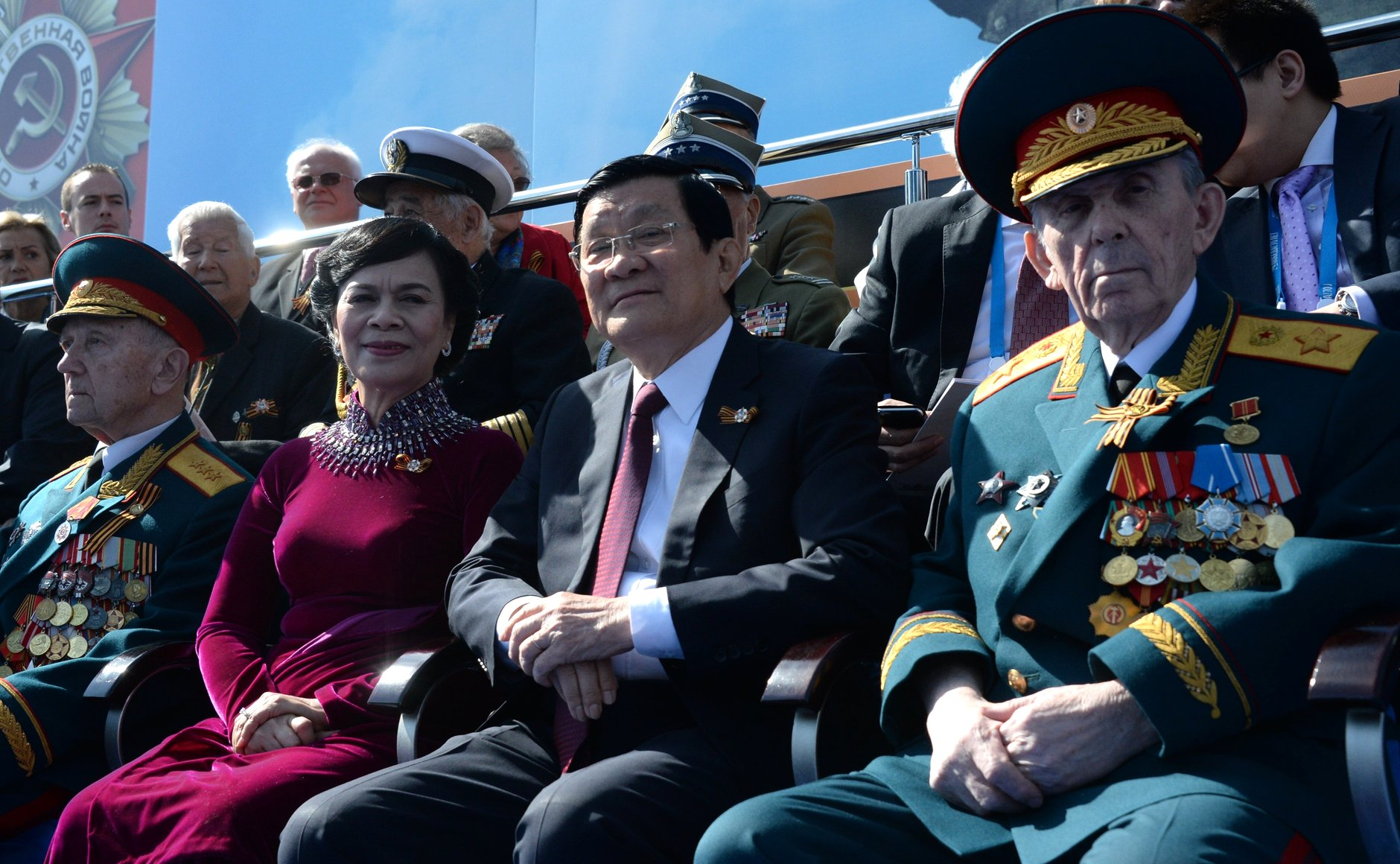
Chủ tịch Trương Tấn Sang và phu nhân Mai Thị Hạnh trong chuyến thăm tại Nga năm 2015

Vợ ông là bà Mai Thị Hạnh, con gái bà Trương Thị Lựu (sinh năm 1924, nguyên quán Hải Phòng - mất ngày 31 tháng 1 năm 2016 ở Quận 9, Thành phố Hồ Chí Minh).
Con trai của ông là Trương Tấn Sơn (sinh ngày 22 tháng 12 năm 1984), trước đây là Phó Tổng Giám đốc Tổng Công ty Du lịch Sài Gòn TNHH Một thành viên. Từ tháng 4 năm 2020, ông Sơn giữ chức vụ Phó Chủ tịch UBND quận Tân Bình, Thành phố Hồ Chí Minh. Từ tháng 12 năm 2023, ông công tác tại Tỉnh ủy Long An và giữ chức Phó Giám đốc Sở Xây dựng tỉnh Long An.Hiện ông đang là Bí thư Đảng ủy xã Hậu Nghĩa, tỉnh Tây Ninh
Con gái của ông là Trương Thị Mai Hương (sinh ngày 18 tháng 7 năm 1983), Thạc sĩ tại Đại học Robert Gordon, Vương quốc Anh và Tiến sĩ tại Đại học Birmingham, Vương quốc Anh, là Đảng viên Đảng Cộng sản Việt Nam từ ngày 14 tháng 1 năm 2010. Bà Hương từng giữ chức vụ Phó Trưởng phòng Phòng Tài chính - Thương mại - Dịch vụ tại Văn phòng Ủy ban nhân dân Thành phố Hồ Chí Minh, Phó Vụ trưởng Bộ phận địa phương tại Thành phố Hồ Chí Minh của Ban Kinh tế Trung ương, Phó Viện trưởng Viện Nghiên cứu phát triển Thành phố Hồ Chí Minh kiêm Giám đốc Trung tâm Mô phỏng và Dự báo Kinh tế - Xã hội trực thuộc Viện. Bà Hương trúng cử đại biểu Hội đồng nhân dân Thành phố Hồ Chí Minh nhiệm kỳ 2021-2026.

## Khen thưởng
- Huân chương José Martí của nhà nước Cuba (2015).[43]

## Hoạt động Đại biểu Quốc hội
| Ngày đắc cử         | Quốc hội khóa | Nơi ứng cử/Đoàn Đại biểu                  | Đảng phái              | Tỉ lệ            | Nghề nghiệp, chức vụ | Tuổi thắng cử | Ghi chú |
| ------------------- | ------------- | ----------------------------------------- | ---------------------- | ---------------- | --- | ------------- | ------- |
| 19 tháng 9 năm 1992 | Khóa IX       | Thành phố Hồ Chí Minh                     | Đảng Cộng sản Việt Nam | Không có dữ liệu | Ủy viên Ban chấp hành Trung ương Đảng Cộng sản Việt Nam, Phó Bí thư thường trực Thành ủy Thành phố Hồ Chí Minh, Ủy viên Ủy ban Kinh tế và Ngân sách của Quốc hội | 43 tuổi       | [ 44 ]  |
| 20 tháng 7 năm 1997 | Khóa X        | Thành phố Hồ Chí Minh                     | Đảng Cộng sản Việt Nam | Không có dữ liệu | Ủy viên Bộ Chính trị, Bí thư thành ủy Thành phố Hồ Chí Minh | 48 tuổi       | [ 44 ]  |
| 19 tháng 5 năm 2002 | Khóa XI       | Thành phố Hồ Chí Minh                     | Đảng Cộng sản Việt Nam | Không có dữ liệu | Ủy viên Bộ Chính trị, Trưởng Ban Kinh tế trung ương Đảng | 53 tuổi       | [ 45 ]  |
| 19 tháng 7 năm 2007 | Khóa XII      | Thành phố Hồ Chí Minh                     | Đảng Cộng sản Việt Nam | Không có dữ liệu | Ủy viên Bộ Chính trị, Thường trực Ban Bí Thư | 58 tuổi       |         |
| 22 tháng 5 năm 2011 | Khóa XIII     | Đơn vị bầu cử số 1, thành phố Hồ Chí Minh | Đảng Cộng sản Việt Nam | 80,19 %          | Ủy viên Bộ Chính trị, Chủ tịch nước, Chủ tịch Hội đồng Quốc phòng và An ninh                                                                                     | 62 tuổi       | [ 46 ]  |